# Боско (Козенца)
Боско је насеље у Италији у округу Козенца, региону Калабрија.
Према процени из 2011. у насељу је живело 475 становника. Насеље се налази на надморској висини од 347 м.